# Petar Krivokuća
Petar Krivokuća (Ivanjica, 12 giugno 1947) è un ex calciatore jugoslavo.

## Carriera
Debutta da professionista nel 1968 con la Stella Rossa di Belgrado, con cui vince tre campionati della RSF di Jugoslavia e due Coppe di Jugoslavia.
Nell'estate del 1976 si trasferisce in Grecia, all'Iraklis, per chiudere poi la carriera in Francia al Rouen.

## Palmarès
- Campionati della RSF di Jugoslavia: 3

Stella Rossa: 1968-1969, 1969-1970, 1972-1973
- Coppe di Jugoslavia: 2

Stella Rossa: 1970, 1971